# Dean Macey
Dean Macey (Rochford, 12 de dezembro de 1977) é um ex-atleta da Inglaterra.
Dean se iniciou no atletismo como triplista e passou pelo octatlo antes de se firmar no decatlo.
Sua maior conquista foi a medalha de prata no Campeonato Mundial de Atletismo de 1999, no Estádio Olímpico de Sevilha, Espanha. Nesta prova, Macey também conseguiu sua melhor pontuação até então, 8556 pontos. Macey foi o primeiro vencedor do prêmio Personalidade Esportiva Juvenil do ano BBC, em 1999.
Após ter sofrido uma grave contusão, Macey disputou os Jogos Olímpicos de Verão de 2000, em Sydney, nos quais fez sua melhor pontuação na carreira, 8567 pontos, mas terminou apenas no quarto lugar na prova vencida pelo estoniano Erki Nool.
Macey voltaria a conquistar uma medalha no Campeonato Mundial de Atletismo de 2001 em Edmonton, Canadá, melhorando sua marca pessoal, com 8603 pontos, e terminando com a medalha de bronze. Assim com nos Jogos de Sydney, Macey terminou a prova atrás de Erki Nool, que ficou em segundo.
Contusões forçaram Macey a não disputar os Jogos da Commonwealth de 2002, realizados no City of Manchester Stadium, em Manchester, Inglaterra, e outras compeições importantes até a sua volta em Hexham, Inglaterra, em julho de 2004.
Sua pontuação em Hexham foi de 7842, o que foi suficiente para fazer o índice B e conseguir vaga nos Jogos Olímpicos de Verão de 2004, em Atenas, Grécia.
Na prova, Macey foi o melhor no salto em altura (com 2,15 metros), porém más atuações no lançamento de dardo e principalmente no salto com vara fizeram-no terminar na quarta posição, repetindo o resultado de quatro anos antes.
Nos Jogos da Commonwealth de 2006, mesmo sentindo dores provocadas por contusões, Macey foi o melhor no arremesso de peso, no salto em altura e no salto com vara e, mesmo com más atuações nos 100 metros rasos e nos 110 metros com barreiras, conquistou a medalha de ouro com 8143 pontos, ficando à frente de Maurice Smith, da Jamaica, por 69 pontos.
Em 2008, Macey falhou na tentativa de alcançar o índice B para disputar os Jogos Olímpicos de Pequim, China. Após isso, ele decidiu se retirar das disputas do atletismo. Durante todo o mês de agosto, ele manteve uma coluna no jornal Echo intitulada "O Diário Olímpico de Dean", na qual ele escrevis sobre suas impressões dos Jogos Olímpicos.

## Melhores resultados
- Total: 8603 pontos (Edmonton, 7 de agosto de 2001)
- 100 metros: 10,69s (Sevilha, 24 de agosto de 1999)
- 400 metros: 46,21s (Edmonton, 6 de agosto de 2001)
- 1500 metros: 4min23,45s (Sydney, 28 de setembro de 2000)
- 110 metros com barreiras: 14,34s (Edmonton, 7 de agosto de 2001)
- Salto em altura: 2,15 m (Edmonton, 6 de agosto de 2001, e Atenas, 23 de agosto de 2004)
- Salto com vara: 4,80 m (Sydney, 28 de setembro de 2000)
- Salto em comprimento: 7,77 m (Sydney, 27 de setembro de 2000)
- Arremesso de peso: 15,83 m (Melbourne, 20 de março de 2006)
- Arremesso de disco: 48,34 m (Atenas, 24 de agosto de 2004)
- Lançamento de dardo: 64,03 m (Sevilha, 25 de agosto de 1999)